# Federico Pellegrino
Federico Pellegrino (Aosta, 1º settembre 1990) è un fondista italiano, campione del mondo nella sprint a Lahti 2017 e vincitore di due Coppe del Mondo di sprint e di due medaglie d'argento olimpiche.

## Biografia
Originario di Nus, è cugino del fondista di corsa in montagna Xavier Chevrier e marito della fondista Greta Laurent. Ha preso parte a due edizioni dei Mondiali juniores, vincendo la medaglia di bronzo nella sprint a tecnica libera di Hinterzarten 2010; in Coppa del Mondo ha esordito l'11 marzo 2010 nella sprint a tecnica classica di Drammen (49º), ha ottenuto il primo podio il 15 gennaio 2011 nella sprint a tecnica libera di Liberec (2º) e la prima vittoria il 21 dicembre 2014 nella sprint a tecnica libera di Davos. Nella stagione 2015-2016 ha vinto la Coppa del Mondo di sprint.
In carriera ha preso parte a tre edizioni dei Giochi olimpici invernali, Soči 2014 (11º nella sprint, 11º nella sprint a squadre), Pyeongchang 2018 (2º nella sprint, 5º nella sprint a squadre, 7° nella staffetta), Pechino 2022 (2º nella sprint, 6º nella sprint a squadre, 8º nella staffetta) e a quattro dei Campionati mondiali, vincendo una medaglia di bronzo a Falun 2015 nella specialità di sprint a squadre (in coppia con Dietmar Nöckler). Ai successivi Mondiali di Lahti 2017 ha vinto la medaglia d'oro nella sprint, quella d'argento nella sprint a squadre (sempre assieme a Nöckler) e si è classificato 8º nella staffetta.
Ai Mondiali di Seefeld in Tirol 2019 ha vinto la medaglia d'argento nella sprint e la medaglia di bronzo nella sprint a squadre (in coppia con Francesco De Fabiani) ed è stato 10º nella staffetta. Nella stagione 2020-2021 ha vinto per la seconda volta la Coppa del Mondo di sprint e ai Mondiali di Oberstdorf 2021 si è classificato 11º nella sprint e 5º nella sprint a squadre; ai Mondiali di Planica 2023 ha ottenuto la medaglia d'argento nella sprint a squadre e si è piazzato 10º nella 50 km, 17º nella sprint e 9º nella staffetta. Ai Mondiali di Trondheim 2025 ha vinto la medaglia d'argento nella sprint ed è stato 5º nello skiathlon, 4º nella sprint a squadre e 6º nella staffetta.

## Palmarès

### Olimpiadi
- 2 medaglie:
  - 2 argenti (sprint a Pyeongchang 2018; sprint a Pechino 2022)

### Mondiali
- 7 medaglie:
  - 1 oro (sprint a Lahti 2017)
  - 4 argenti (sprint a squadre a Lahti 2017; sprint a Seefeld in Tirol 2019; sprint a squadre a Planica 2023; sprint a Trondheim 2025)
  - 2 bronzi (sprint a squadre a Falun 2015; sprint a squadre a Seefeld in Tirol 2019)

### Mondiali juniores
- 1 medaglia:
  - 1 bronzo (sprint a Hinterzarten 2010)

### Mondiali U23
- 1 medaglia:
  - 1 oro (sprint a Liberec 2013)

### Coppa del Mondo
- Miglior piazzamento in classifica generale: 3º nel 2023
- Vincitore della Coppa del Mondo di sprint nel 2016 e nel 2021
- 39 podi (28 individuali, 11 a squadre):
  - 16 vittorie (12 individuali, 4 a squadre)
  - 12 secondi posti (9 individuali, 3 a squadre)
  - 11 terzi posti (7 individuali, 4 a squadre)

#### Coppa del Mondo - vittorie
| Data             | Località   | Nazione   | Spec.                                                               |
| ---------------- | ---------- | --------- | ------------------------------------------------------------------- |
| 21 dicembre 2014 | Davos      | Svizzera  | SP TL                                                               |
| 24 gennaio 2015  | Rybinsk    | Russia    | SP TL                                                               |
| 13 dicembre 2015 | Davos      | Svizzera  | SP TL                                                               |
| 19 dicembre 2015 | Dobbiaco   | Italia    | SP TL                                                               |
| 16 gennaio 2016  | Planica    | Slovenia  | SP TL                                                               |
| 17 gennaio 2016  | Planica    | Slovenia  | TS TL (con Dietmar Nöckler)                                         |
| 28 gennaio 2017  | Falun      | Svezia    | SP TL                                                               |
| 13 gennaio 2018  | Dresda     | Germania  | SP TL                                                               |
| 14 gennaio 2018  | Dresda     | Germania  | TS TL (con Dietmar Nöckler)                                         |
| 3 marzo 2018     | Lahti      | Finlandia | SP TL                                                               |
| 16 febbraio 2019 | Cogne      | Italia    | SP TL                                                               |
| 12 dicembre 2020 | Davos      | Svizzera  | SP TL                                                               |
| 19 dicembre 2020 | Dresda     | Germania  | SP TL                                                               |
| 7 febbraio 2021  | Ulricehamn | Svezia    | TS TL (con Francesco De Fabiani)                                    |
| 17 dicembre 2022 | Davos      | Svizzera  | SP TL                                                               |
| 5 febbraio 2023  | Dobbiaco   | Italia    | 4x7,5 km (con Dietmar Nöckler, Francesco De Fabiani e Simone Daprà) |

Legenda:

SP = sprint

TS = sprint a squadre

TL = tecnica libera

#### Coppa del Mondo - competizioni intermedie
- 19 podi di tappa:
  - 5 vittorie
  - 11 secondi posti
  - 3 terzi posti

##### Coppa del Mondo - vittorie di tappa
| Data             | Località    | Nazione  | Competizione    | Spec. |
| ---------------- | ----------- | -------- | --------------- | ----- |
| 6 gennaio 2015   | Val Müstair | Svizzera | Tour de Ski     | SP TL |
| 1º gennaio 2016  | Lenzerheide | Svizzera | Tour de Ski     | SP TL |
| 8 marzo 2016     | Canmore     | Canada   | Ski Tour Canada | SP TC |
| 30 novembre 2018 | Lillehammer | Norvegia | Nordic Opening  | SP TL |
| 1º gennaio 2021  | Val Müstair | Svizzera | Tour de Ski     | SP TL |

Legenda:

TL = tecnica libera

TC = tecnica classica

SP = sprint

### Campionati italiani
- 5 medaglie:
  -  4 oro (sprint nel 2013, nel 2014, nel 2015 e nel 2016)
  -  1 bronzo (sprint nel 2012)[senza fonte]